# Frank Busemann
Frank Busemann (* 26. Februar 1975 in Recklinghausen) ist ein ehemaliger deutscher Leichtathlet, der durch seine Erfolge im Zehnkampf und Hürdensprint bekannt wurde.

## Sportliche Karriere
Busemann begann im Alter von 16 Jahren, sich sportlich auf den 110-Meter-Hürdenlauf zu konzentrieren. Erste internationale Erfolge stellten sich mit Bronze bei den U20-Europameisterschaften 1993 und dem Sieg bei den U20-Weltmeisterschaften im folgenden Jahr ein. Seinen ersten Zehnkampf bestritt er 1994 mit 7938 Punkten. Im Frühjahr 1996 beschloss Busemann, sich wegen fehlender Perspektiven im Hürdenlauf dem Zehnkampf zuzuwenden.
Nach einem fünften Platz beim bedeutenden Mehrkampf-Meeting in Götzis folgte bei den Olympischen Spielen 1996 in Atlanta der Gewinn der Silbermedaille hinter dem US-Amerikaner Dan O’Brien. In diesem Wettkampf stellte er mit 8706 Punkten nicht nur seine persönliche Bestleistung auf, sondern ihm gelang über 110 Meter Hürden in 13,47 s die bis dahin beste in dieser Einzeldisziplin innerhalb eines Zehnkampfs erzielte Leistung – eine Bestmarke, die erst am 23. Juli 2015 durch Damian Warner unterboten wurde. Für seinen Erfolg bei Olympia wurde er zum Sportler des Jahres in Deutschland gewählt.
Bei den Weltmeisterschaften 1997 in Athen erreichte er mit 8652 Punkten die Bronzemedaille hinter dem Tschechen Tomáš Dvořák und dem Finnen Eduard Hämäläinen. Bei den U23-Europameisterschaften im selben Jahr gewann er Gold im Hürdenlauf über 110 Meter. Bei den Weltmeisterschaften 1999 musste er bereits bei der zweiten Disziplin wegen einer Muskelverletzung im Oberschenkel aufgeben. Auch die Vorbereitung auf die Olympischen Spiele 2000 in Sydney verlief nicht verletzungsfrei. Er beendete seinen olympischen Wettkampf mit 8351 Punkten auf dem siebten Rang. Seine Teilnahme an den Weltmeisterschaften 2001 musste er verletzungsbedingt absagen.
Sein letzter Zehnkampf war das Mehrkampf-Meeting in Ratingen 2001, das er als Zweiter mit 8192 Punkten abschloss. Im Juni 2003 gab er das Ende seiner Sportlerlaufbahn bekannt. Insgesamt beendete er in seiner Karriere zwölf Zehnkämpfe.
Trainiert wurde er von seinem Vater, Franz Josef Busemann, sowie dem mehrmaligen deutschen Mannschaftsmeister im Zehnkampf Bernd Knut.

## Nach dem Sport
Seit 2003 ist Busemann als Leichtathletikexperte und Co-Kommentator für die ARD tätig.
Neben verschiedenen Tätigkeiten im Bereich des Sports, unter anderem als Sportlicher Leiter des Deutschen Zentrums für Präventivmedizin, bietet Busemann seit 2011 Vorträge, Seminare und Projektarbeiten für Unternehmen an.
Frank Busemann schrieb mit Aufgeben gilt nicht seine Autobiographie, erschienen im Deutschen Sportverlag, Köln.
Im Februar 2016 nahm Busemann mit anderen ehemaligen Weltklassesportlern an der Show Ewige Helden des Fernsehsenders VOX teil und gewann. Im Januar 2017 war er Bestandteil des Teams Olympioniken in der Spielshow Duell der Stars – Die Sat.1 Promiarena. 2019 trat er beim Prominenten-Special von Big Bounce – Die Trampolin Show an.
Im März 2025 erhielt Busemann den Medienpreis Bobby, verliehen durch die Lebenshilfe für die Aufklärungsarbeit im Bereich Inklusion.

## Erfolge
International
- Gold 110 m Hürden U20-Weltmeisterschaften 1994
- Gold 110 m Hürden U23-Europameisterschaften 1997
- Silber Zehnkampf Olympische Spiele 1996
- Bronze 110 m Hürden U20-Europameisterschaften 1993
- Bronze Zehnkampf Weltmeisterschaften 1997

- 1. Platz Zehnkampf Europacup (Mannschaft) 1996
- 1. Platz Zehnkampf Mehrkampfmeeting Ratingen 1997, 1999
- 2. Platz Zehnkampf Mehrkampfmeeting Ratingen 1998, 2001
- 5. Platz Zehnkampf Götzis 1996

National
- Mehrfacher Jugendmeister (60 m / 110 m Hürden, Staffel, Mannschaft)
- U23-Juniorenmeister 110 m Hürden 1994
- U23-Juniorenmeister Zehnkampf 1995

## Auszeichnungen
- Bester Nachwuchsathlet in Deutschland: 1993, 1994
- Sportler des Jahres in Deutschland: 1996
- Leichtathlet des Jahres in Deutschland: 1996
- Silbernes Lorbeerblatt der Bundesrepublik Deutschland: 1996
- Rudolf-Harbig-Gedächtnispreis: 2004
- Gewinner der Vox-Sendung Ewige Helden: 2016
- Medienpreis Bobby: 2025

## Bestleistungen
| Disziplin      | Leistung    | Punkte | Jahr |
| -------------- | ----------- | ------ | ---- |
| 100 m          | 10,59 s     | 0954   | 1993 |
| Weitsprung     | 08,07 m     | 1079   | 1996 |
| Kugelstoß      | 15,24 m     | 0804   | 1999 |
| Hochsprung     | 02,09 m     | 0887   | 1997 |
| 400 m          | 48,32 s     | 0894   | 1997 |
| 110 m Hürden   | 13,45 s     | 1047   | 1996 |
| Diskus         | 46,74 m     | 0803   | 1997 |
| Stabhochsprung | 05,10 m     | 0941   | 1999 |
| Speerwurf      | 66,96 m     | 0843   | 1997 |
| 1500 m         | 4:23,04 min | 0791   | 1998 |
| Zehnkampf      |             | 8706   | 1996 |

Die Bestleistungen ergeben im Zehnkampf 9043 Punkte.